# Super Smash Bros. Melee
Super Smash Bros. Melee, conocido en Japón como Dairantō Smash Brothers DX (大乱闘スマッシュブラザーズＤＸ Dairantō Sumasshu Burazāzu Derakkusu?, lit. «Gran estruendo confuso de hermanos»), a veces abreviado como SSBM o simplemente Melee, es el segundo título de la serie de juegos de lucha y acción crossover Super Smash Bros. distribuido para la Nintendo GameCube en el 2001 en Japón y los Estados Unidos, y al año siguiente en Europa y Australia. Es el sucesor de Super Smash Bros. para Nintendo 64 de 1999, y el predecesor de Super Smash Bros. Brawl para Wii de 2008. Fue desarrollado por HAL Laboratory, y dirigido por el productor Masahiro Sakurai.
El videojuego se centra en distintos personajes de franquicias de Nintendo, tales como Mario, Kirby, Pokémon y The Legend of Zelda. Los escenarios y modos también hacen referencia, o toman sus diseños, de series populares lanzadas por Nintendo. El sistema de juego de Melee ofrece un acercamiento poco ortodoxo al género de los juegos de lucha, puesto que el daño recibido se mide con contadores de porcentaje, en vez de las tradicionales barras de energía. Melee se basa en el éxito de su predecesor al incluir nuevos modos de juego y personajes controlables. La popularidad del modo multijugador provocó que se organizaran diversos torneos de Melee, sean exclusivamente del juego o en conjunto con otros videojuegos.
Super Smash Bros. Melee tuvo una recepción generalmente positiva por parte de la prensa, pues también ha recibido múltiples premios por parte de distintas publicaciones especializadas en videojuegos. Ha logrado fuertes ventas desde su lanzamiento, lo que llegó a ser el juego más vendido para la Nintendo GameCube, con más de siete millones de copias vendidas hasta el día 10 de marzo de 2008.

## Sistema de juego
Tal como su antecesor, Super Smash Bros. Melee difiere de los tradicionales juegos de lucha en el hecho de que infligir daño al oponente, no garantiza la victoria. En vez de eso, los jugadores deben empujar a sus oponentes fuera de los límites del escenario, habiendo plataformas suspendidas en el aire en varios escenarios. La mayoría de los ataques infligen daño y pueden, si lo causan de forma notable, empujar lejos al oponente. La energía de cada personaje es contada por un medidor que representa el daño recibido en la forma de un porcentaje. Mientras más alto sea el valor del porcentaje, más lejos puede el personaje ser empujado y más fácil es echarlo del escenario. Al contrario de otros juegos del mismo género, se puede tener acceso a la mayoría de los movimientos tras presionar un botón, en conjunto con una inclinación de la palanca de control.

El logo oficial de la serie.

Durante las batallas, distintos objetos relacionados con varios ámbitos de Nintendo caen en el escenario. Estos objetos tienen varias funciones dentro de las batallas, las cuales van desde infligir daño al oponente hasta restaurar la energía del personaje que los utilice. Adicionalmente, la mayoría de los escenarios tienen relación con alguna franquicia o algún juego específico de Nintendo. A pesar de que los escenarios y personajes se muestran en tres dimensiones, los jugadores solo pueden moverse en un plano de dos dimensiones. No todos los escenarios están disponibles desde el principio; algunos son desbloqueados luego de lograr requisitos particulares.

### Un jugador
El modo de un jugador proporciona diversos desafíos y peleas de desplazamiento lateral. Los modos van desde el modo Clásico, en el cual se debe luchar en contra de oponentes en distintos escenarios hasta llegar con el jefe respectivo, hasta el Home Run Contest, en el que el jugador debe intentar lanzar al Sandbag lo más lejos posible con la ayuda de un bate de béisbol. Algunos de estos modos cambian dependiendo del personaje escogido; por ejemplo, el modo Target Test ofrece un área especializada para cada personaje donde este último debe destruir diez blancos en la menor cantidad de tiempo posible. Estas áreas pueden incluir referencias tanto al pasado como al legado del personaje al que pertenecen. Otro de estos modos es el llamado Multi-Man Melee, en el que se debe luchar contra una lluvia de enemigos poligonales controlados por la consola. Un modo aparte es el modo Event Match, en el cual se deben cumplir unas pruebas determinadas, en las cuales las razones para ganarlas son cambiantes, junto con un modo de entrenamiento para practicar y mejorar las destrezas. El modo Aventura, introducido en Melee, lleva al jugador a diversos universos predefinidos de personajes de las franquicias de Nintendo. Tal como los escenarios de batalla, estas áreas hacen referencias a algunas series en particular. El modo All-Star es un modo desbloqueable en Melee, en el que se pelea en contra de todo el plantel de personajes; solo disponen de tres oportunidades para recuperar energía en medio de cada batalla.

### Multijugador
En el modo multijugador hasta cuatro personas o personajes controlados por la computadora pueden luchar, ya sea en un free-for-all o en equipos. La dificultad de la IA de los personajes controlados por la CPU va desde uno a nueve en orden ascendiente de dificultad. Existen cinco métodos por los cuales se puede declarar al vencedor de una partida, los que dependen del modo de juego. Hay tres modos: el más tradicional, el cual consiste en expulsar a los adversarios del escenario el mayor número de veces posible, el modo Stock, una batalla individual o en equipo en la que el último jugador en perder sus vidas es el ganador, y el modo Coin, que le otorga la victoria al que tenga más monedas al finalizar la batalla; los combatientes deben recolectar monedas tras golpear a sus enemigos e intentar no perderlas al caer del escenario. Hay opciones extras disponibles para ser modificadas, tales como la capacidad de determinar el número y el tipo de objetos que aparecerán durante la batalla. Además existe un último modo especial, Special Melee, que consiste en celebrar un combate con unas reglas únicas, como que todos los personajes sean gigantes, diminutos, lentos, rápidos, entre otros.

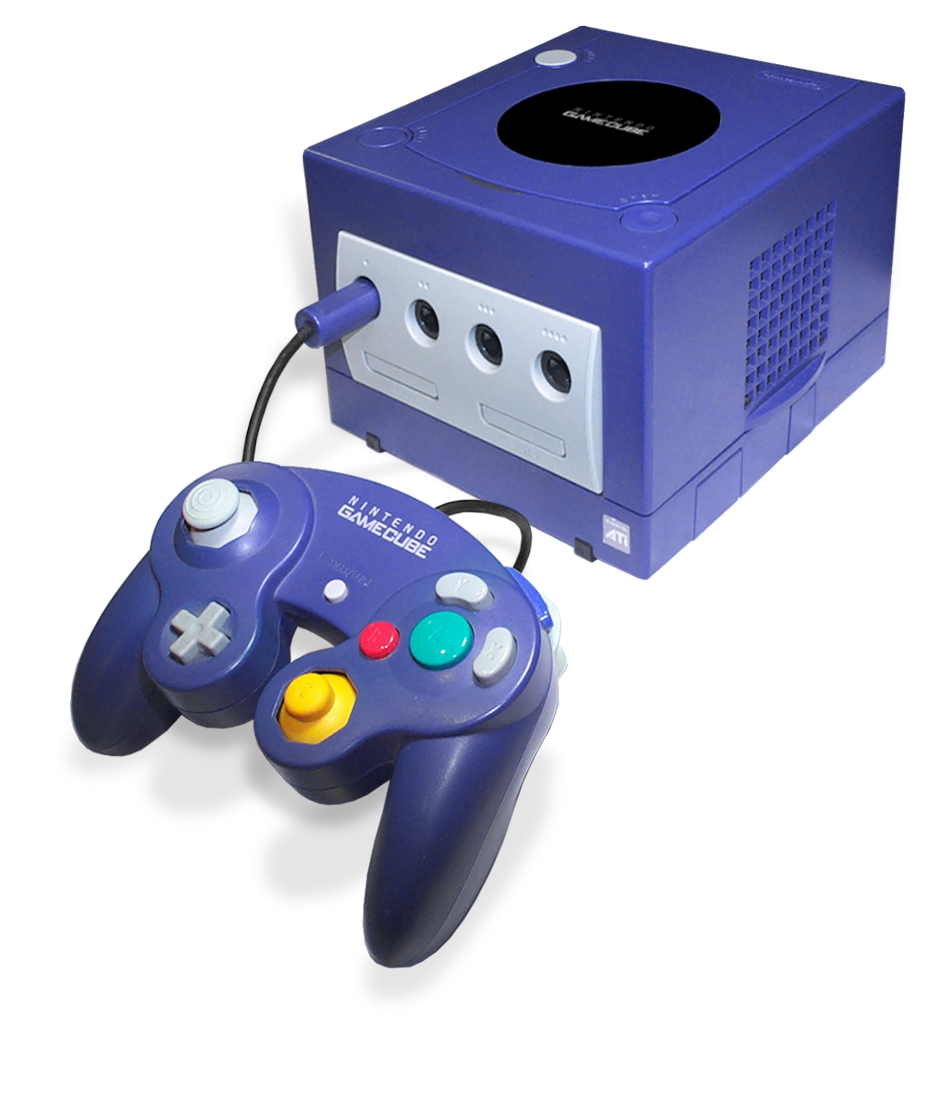
Nintendo GameCube, consola para la que se lanzó el juego.

### Trofeos
Los trofeos —conocidos como «figuras» en la versión japonesa— de diversos personajes y objetos de Nintendo pueden ser coleccionados. Estos trofeos incluyen figuras de personajes controlables, accesorios y objetos asociados con ellos, así como también personajes secundarios no incluidos de otra forma. Hay en total 290 trofeos  de personajes y/o objetos famosos, así como de desconocidos, llegó a incluir elementos de juegos lanzados únicamente en Japón. Algunos de los trofeos incluyen una descripción particular del sujeto al que representan, los cuales detallan el año y el juego en el que aparecieron por primera vez. Super Smash Bros. tenía un sistema similar de muñecos (biografías); sin embargo, este modo solo incluía a los doce personajes controlables. Existe un trofeo adicional en la versión japonesa de Melee, junto con dos que solo se podían obtener en un concurso que tuvo lugar en Japón.

## Personajes controlables
Super Smash Bros. Melee contiene veintiséis personajes controlables, catorce más que su antecesor. Quince de estos personajes están disponibles desde el principio, mientras que los otros personajes requieren de completar tareas específicas para poder ser desbloqueados. Cada personaje presente proviene de una franquicia de Nintendo. Todos los personajes tienen un símbolo que aparece detrás de su medidor de daño durante una batalla; estos símbolos representan a la saga de la cual proviene el personaje, tales como el símbolo de Trifuerza detrás del medidor de daño de Link, personaje de The Legend of Zelda, y una Poké Ball detrás de los personajes de Pokémon. Algunos personajes representan a franquicias populares, mientras que otros eran menos conocidos al momento del lanzamiento de SSBM. Marth y Roy son un buen ejemplo de esto, ya que representan a la saga Fire Emblem, la que nunca había sido lanzada en Occidente en ese tiempo. La aparición de estos personajes llevó a un alza en la popularidad de la saga. A lo largo del juego se presentan referencias a la relación entre los personajes del mismo universo; en uno de los eventos del modo Event, Mario debe derrotar a su enemigo Bowser para rescatar a Peach. Además, cada personaje posee movimientos reconocibles de sus sagas originales, como las armas de fuego de Samus de la saga Metroid y el arsenal de armas de Link.

## Desarrollo y lanzamiento
HAL Laboratory desarrolló Super Smash Bros. Melee, siendo Masahiro Sakurai el director de la producción. El juego fue uno de los primeros lanzados para la Nintendo GameCube y llamó la atención de la crítica, en cuanto a sus mejoras gráficas en comparación con la versión de Nintendo 64. Los desarrolladores quisieron rendirle un homenaje al debut de la GameCube al hacer una secuencia en FMV en la apertura para que atrajera la atención de los jugadores en cuanto a los gráficos. HAL trabajó con tres estudios distintos en Tokio para hacer la secuencia de apertura. En su sitio web oficial, los desarrolladores pusieron fotos e información, en el que destacaron y detallaron la atención puesta a la física y los detalles, en referencia a los cambios con respecto a su antecesor.
En la página oficial japonesa, los desarrolladores explicaron sus razones para hacer que ciertos personajes fueran controlables y por qué algunos personajes no fueron incluidos luego de su lanzamiento. Inicialmente, el equipo de desarrollo quiso reemplazar a Ness por Lucas, el personaje principal de Mother 3, pero mantuvieron a Ness debido a los retrasos de dicho juego. Sin embargo, los creadores  incluyeron a Lucas en su secuela, Super Smash Bros. Brawl. El creador de la serie de videojuegos Metal Gear, Hideo Kojima, pidió originalmente que se incluyera al protagonista de la serie, Solid Snake, pero el desarrollo se encontraba demasiado avanzado como para poder incluirlo. Tal como con Lucas, el tiempo de desarrollo adicional permitió su inclusión en Brawl. Roy y Marth fueron inicialmente destinados a ser controlables únicamente en la versión japonesa de Melee. Sin embargo, ellos recibieron una favorable atención durante la localización norteamericana del juego, lo que llevó a los desarrolladores a la decisión de incluirlos en la versión occidental. Adicionalmente, Sakurai declaró que el equipo había sugerido cuatro personajes para representar la era del Famicom o Nintendo Entertainment System y finalmente decidieron que los Ice Climbers serían tal representación. Los desarrolladores, dentro de su sitio web, realizaron comparaciones entre los personajes que tienen movimientos muy similares. Dichos personajes han sido catalogados como «clones» en los medios de comunicación.
Nintendo presentó a SSBM en la E3 de 2001 como una versión de demostración. La siguiente gran exposición del juego fue en agosto de 2001 en Spaceworld, donde la empresa dio a conocer otra versión de demostración más actualizada con respecto a la mostrada en la E3. Nintendo organizó un torneo para los fanes en donde el premio para el ganador era una GameCube con Super Smash Bros. Melee incluido. Antes del lanzamiento, el sitio oficial japonés realizó actualizaciones semanales, incluidos fotos y perfiles de los personajes. La compañía siguió esta tendencia con Super Smash Bros. Brawl, del cual se realizaron actualizaciones diarias por parte de los desarrolladores. La popular revista japonesa Famitsu reportó que Nintendo hizo comerciales, los cuales fueron mostrados durante una película de Pokémon en los cines de Japón.  En enero de 2003, Super Smash Bros. Melee llegó a formar parte de los juegos Player's Choice, una estrategia de marketing usada para promocionar videojuegos que han vendido más de un millón de copias. En agosto de 2005, Nintendo vendió un paquete con la GameCube por el precio de $99,99 USD.

## Música
Super Smash Bros. Melee presenta música de algunas de las más populares franquicias de juegos de Nintendo. La compañía lanzó una banda sonora en 2003 llamada Smashing...Live!, la cual regaló como un bono por suscribirse a la revista Nintendo Power en Norteamérica, y como un obsequio en una edición de la Official Nintendo Magazine en Gran Bretaña. El disco no contiene música extraída directamente como la mayoría de las bandas sonoras de videojuegos, sino una presentación orquestada en vivo de la New Japan Philharmonic. Melee contiene pistas «secretas» que requieren de un requisito particular para ser desbloqueadas. En el mismo sitio web, los desarrolladores han colocado discusiones entre Masahiro Sakurai y los compositores acerca de la música y las voces de los personajes.

### Lista de pistas
| Smashing...Live! | |          |  |
| N.º              | Título | Duración |  |
| 1.               | «Planet Corneria» (de Star Fox (Super NES) 1993) | 2:05     |  |
| 2.               | «Jungle Garden» (de Donkey Kong Country (Super NES) 1994) | 2:57     |  |
| 3.               | «Great Bay Shrine» (Incluye la música de fondo de los escenarios Hyrule Temple y Great Bay) (de The Legend of Zelda (NES) 1986 y Zelda II: The Adventure of Link (NES) 1987) | 4:14     |  |
| 4.               | «Dr. Mario» (de Dr. Mario (NES) 1990) | 4:04     |  |
| 5.               | «Original Medley» (Incluye las canciones «All-Star Intro», «Trophies», «How to Play», «Menú 1» y «Ending», así como también el final de la música de fondo del escenario Final Destination) (de Super Smash Bros. Melee (GameCube) 2001)                                                   | 5:00     |  |
| 6.               | «Fountain of Dreams» (Titulada erróneamente «Dream of Fountain» en el disco de Nintendo Power) (de Kirby's Adventure (NES) 1995) | 3:35     |  |
| 7.               | «Pokémon Medley» (Incluye las canciones «Poké Floats», «Pokémon Stadium» y «Battle Theme» (de la serie de Pokémon 1995) | 5:42     |  |
| 8.               | «Opening» (de Super Smash Bros. Melee (GameCube) 2001) | 2:40     |  |
| 9.               | «Planet Venom» (de Star Fox 64 (Nintendo 64) 1997) | 2:19     |  |
| 10.              | «Yoshi's Story» (de Yoshi's Story (Nintendo 64) 1997) | 2:43     |  |
| 11.              | «Depth of Brinstar» (Incluye la música de fondo de los escenarios Brinstar Depths y Brinstar) (de Metroid (NES) 1986) | 3:41     |  |
| 12.              | «Smash Bros. Great Medley» (Incluye la música de fondo de los escenarios Mushroom Kingdom, Mushroom Kingdom II, Flat Zone, Balloon Fight, Big Blue, Mach Rider, Yoshi's Island, Saria's Song, Super Mario Bros. 3, Icicle Mountain y Princess Peach's Castle) (de varios juegos 1980-1998) | 14:18    |  |
| 13.              | «Fire Emblem» (Incluye las canciones «Fire Emblem» y «Together We Ride») (de Fire Emblem (Famicom) 1990 (solo en Japón)) | 3:52     |  |
| 14.              | «Green Greens» (de Kirby's Dream Land (Game Boy) 1992) | 1:53     |  |
| 15.              | «Rainbow Cruise» (de Super Mario 64 (Nintendo 64) 1996) | 2:49     |  |
| 61:59            | |          |  |

## Recepción y ventas
Super Smash Bros. Melee tuvo en general una recepción positiva por parte de los críticos, quienes dieron mayor crédito a la mayor cantidad de modos de juego con respecto a su predecesor. GameSpy se enfocó en estas características únicas de Melee y comentó que «Melee tiene una muy buena puntuación en el rubro de 'hemos incluido montones de nuevos y geniales elementos'». Los críticos compararon favorablemente a Melee con su predecesor, pues el crítico Fran Mirabella III de IGN declaró que el juego se encontraba «en una liga completamente diferente a la de la versión de N64», mientras que Miguel López de GameSpot comentó de forma positiva, al ofrecer un modo Classic más avanzado con respecto a su predecesor, detalló el modo Adventure como «una experiencia acogedora». A pesar de las variadas opiniones con respeto a los modos de un jugador, la mayoría de los críticos dijeron que el modo multijugador era la parte más fuerte. GameSpy declaró que «te costará mucho tiempo encontrar una mejor experiencia multijugador en cualquier otra consola».
Los gráficos causaron una reacción positiva. GameSpot declaró que «los modelos de los cuerpos de los personajes están muy bien diseñados, y la calidad de sus texturas es impresionante». Mirabella III también resaltó el uso de la física, la animación y los gráficos, aunque su compañero, Matt Casamassina, al dar una segunda opinión, pensó que «algunos de los fondos carecen de esa belleza visual que tienen los personajes».
Los críticos dieron comentarios positivos a la banda sonora orquestrada; Mike Sklens de Planet GameCube la clasificó como «una de las mejores bandas sonoras de la historia», mientras que Greg Kasavin de GameSpot comentó que «todo suena brillantemente». GameSpy alabó la música por su efecto nostálgico, puesto que contiene bandas sonoras de múltiples series de Nintendo.
Los controles recibieron aceptación, aunque GameSpot notó que presentaban una «híper-sensibilidad» a la hora de jugar, ya que hacía que los personajes corrieran alrededor de la pantalla muy fácilmente, y puesto que les pareció complicado ejecutar movimientos precisos, decidieron calificarlo como un «serio error de jugabilidad». En una crítica con respecto a los controles, Bryn Williams de GameSpy comentó que «el movimiento y el control son ligeramente sensibles». La base del sistema de juego de Melee son las batallas entre personajes de Nintendo, lo que ha sido denominado como un tanto «agitado»; N-Europe cuestionó al juego por ser «muy frenético», aunque disfrutaron de la gran variedad de modos ofrecidos. De manera similar, Clark Nielsen de Nintendo Spin declaró que «Melee es un juego demasiado rápido», y que «la habilidad se basa más en ser capaz de darse cuenta de lo que está pasando más que en envolverse realmente en el combate». En cuanto a la velocidad respecto al movimiento de sus personajes, Edge comentó que incluso algunas cualidades de la mecánica, como «bloquear [a los enemigos]», se volvían redundantes, puesto que no se le da tiempo suficiente al jugador para reaccionar.
A pesar de sus nuevas características, se ha criticado a Melee por su carencia de originalidad y por ser muy similar a su predecesor, Super Smash Bros. Caleb Hale de GameCritics.com lo clasificó como «tan bueno como su predecesor de Nintendo 64. [Pero] El juego no llega mucho más lejos que eso». De manera similar, Edge declaró que «no es evolución, sino reproducción», en referencia a la notoria carencia de innovación. La naturaleza nostálgica recibió una reacción positiva, así como también los escenarios y objetos que hacen referencia a series pasadas de Nintendo. Los periodistas aprobaron positivamente la lista de los veintiséis personajes con los que cuenta Melee, al igual que el «sistema de trofeos», el cual fue denominado por Nintendo Spin como «un gran añadido al juego».

### España
La web Meristation lo calificó con una nota de 9 sobre 10 (excelente). Este alabó el modo para un jugador y dijo que para esta entrega se habían solventado los problemas en tal modo que tenía su predecesor, según ellos «flojo por su falta de variedad». El sitio calificó al modo aventura como «jugoso» y también observó que para el modo Eventos, los minijuegos «estaban bien conseguidos». Asimismo, mencionaron al modo multijugador como el más importante, pues se le mencionó que es «adictivo hasta límites insospechados». De igual manera elogiaron al apartado gráfico, los detalles con los que están modelados los personajes, la constancia de las imágenes por segundo en pantalla y los escenarios. Respecto al ámbito musical, calificaron al título como «genial, simplemente», añadió que «si por algo se ha caracterizado Nintendo en su historia, es por saber componer excelentes apartados acústicos para la mayoría de sus juegos». Meristation afirmó que todas las melodías le dan vida a los personajes y acompañan muy bien al sistema de juego. Como conclusión calificaron a Super Smash Bros. Melee como «de lo mejor del catálogo de GameCube».
El portal Vandal le otorgó una nota de 9.2 sobre 10. Este comenzó a hablar sobre el modo de control, que según ellos es «difícil de coger», pero que «tras un par de partiditas y te hayas acostumbrado al control [...] te darás cuenta de que este es uno de los aspectos por los que Super Smash Bros. Melee ha triunfado en todo el mundo». Respecto a los gráficos, el sitio web calificó a los mismos diciendo que estos dan «sencillez de una forma espectacular» y alabó los modelados de los personajes, las cámaras y los objetos que caen al escenario. Respecto a los escenarios, se añadió que «aumentan de sobremanera la calidad visual del juego»; como conclusión, mencionaron que el apartado gráfico «deja sentir su espectacularidad de manera especial, muy especial». En relación con el sonido, lo catalogaron como «un apartado sonoro de lujo». Otra cosa que Vandal resaltó fue el gran compendio de efectos de sonido que pueden emitir los personajes. Para finalizar, en la reseña habló de la duración y comentó que «para obtener todos los trofeos tardarás más de 100 horas de juego... una cantidad que se ve impresionante, pero que cuando estés jugando te darás cuenta de que no es mucho».

### Ventas
Cuando fue lanzado en Japón, Melee se convirtió en el juego de GameCube más rápido en venderse, con 358 525 unidades vendidas en la semana del 25 de noviembre de 2001. Este éxito continuó, pues logró vender más de un millón de unidades solo dos meses después de su lanzamiento, convirtiéndolo en el primero en alcanzar un millón de copias vendidas. También obtuvo éxito en Norteamérica, donde logró vender 250 000 copias en tan solo nueve días. En Estados Unidos, Super Smash Bros. Melee fue el 19.º videojuego más vendido en 2001 según el NPD Group, y aproximadamente 4,06 millones de unidades han sido vendidas en ese país hasta el 27 de diciembre de 2007. Con una relación software-hardware de 3:4 durante un tiempo, algunos críticos han atribuido el incremento de las ventas de la Nintendo GameCube al lanzamiento de Melee. Hasta el 10 de marzo de 2008, Super Smash Bros. Melee es el juego de GameCube más vendido, con más de siete millones de copias vendidas alrededor del mundo.

### Premios y listas
Diversas publicaciones han reconocido a Super Smash Bros. Melee en sus competencias, premios y rankings. En sus premios «Lo mejor de 2001», GameSpy lo eligió como el «mejor videojuego de lucha de GameCube». Además, IGN lo eligió como el «juego del año», Electronic Gaming Monthly lo escogió como el juego con el «mejor modo multijugador» y como el «mejor juego de GameCube», y GameSpot lo eligió como el «mejor juego de GameCube» y el décimo mejor juego del año.
Melee quedó en el sexto lugar en una encuesta de GameFAQs de los mejores cien juegos de la historia, y quedó entre los cuatro finalistas del concurso «El mejor juego de la Historia». En la 200.º edición de Electronic Gaming Monthly, los editores seleccionaron a Melee como el 92.º más influyente en su lista de los «200 juegos de su época», definiéndolo como «billones de cosas por desbloquear, además de incluir a Yoshi golpeando a Pikachu con un bate». En una competencia similar, Nintendo Power nombró a Super Smash Bros. Melee como el 16.º mejor juego en aparecer en una consola de Nintendo, y lo seleccionó como «Juego del año» en 2001. IGN lo denominó como el tercer mejor juego de GameCube de todos los tiempos en 2007 como parte de una presentación para reflejar la larga vida de la GameCube y lo describió como «el gran escenario de los luchadores, tal como Mario Kart lo es para los fans de las carreras». GameSpy lo puso en la cuarta posición dentro de una lista similar, citando que tiene «mejores gráficos, mejor música, más personajes, más modos de juego y más secretos por descubrir» en comparación con el original Super Smash Bros. De igual manera, obtuvo el 58.º lugar en una lista de la Official Nintendo Magazine de los «100 mejores juegos de Nintendo».

## Legado

### Torneos
Super Smash Bros. Melee ha sido presentado en muchos torneos de alto perfil. En marzo de 2003 se llevó a cabo el IVGF NorthWest Regional Gaming Festival and Tournament, el primer torneo patrocinado por una corporación. Durante este tiempo, IVGF le dio $12 500 USD a los tres finalistas de Super Smash Bros. Melee. En 2004, Major League Gaming añadió a Melee a su lista de torneos. En el verano de 2005, un club en Mishawaka, Indiana llevó a cabo el Melee-FC3, un torneo con cerca de 200 participantes de 30 estados, el Reino Unido y los Países Bajos. En dos ediciones distintas, Nintendo Power cubrió las escenas de Smash independientes y corporativas, junto a SmashBoards, Major League Gaming y FC3. Una década después de su lanzamiento original, Melee aún mantiene una legión de fanes importante, los cuales aún organizan torneos. Melee fue también incluido en el Evolution Championship Series en 2007, un torneo de juegos de lucha que se llevó a cabo en Las Vegas. Ken Hoang, un notable competidor, ha ganado más de $50 000 USD en torneos de Smash y le dio gracias a Smash por ayudarle a pagar sus estudios.

### Secuela
Melee es el segundo título de la saga Super Smash Bros., siguiendo al lanzamiento de Super Smash Bros. dos años antes. Durante la conferencia de prensa pre-E3 de 2005, Nintendo anunció la secuela de Melee, Super Smash Bros. Brawl (SSBB). El presidente de Nintendo, Satoru Iwata, le pidió a Masahiro Sakurai que fuera el director luego de la conferencia. Brawl mantiene algunas de las características de sus predecesores, teniendo al mismo tiempo enormes añadidos, como un modo de un jugador más sustancial y capacidad de jugar en línea a través de la Conexión Wi-Fi de Nintendo. Al contrario de Melee, su sucesor tiene cuatro métodos de control, incluyendo el uso del Control Remoto Wii, el Nunchuk, el mando de Nintendo GameCube y el Mando Clásico. Tal como Melee, SSBB hace referencia a juegos y franquicias, incluyó a aquellos que hicieron su debut después del lanzamiento de Melee; por ejemplo, el diseño de Link fue tomado a partir de The Legend of Zelda: Twilight Princess y un cachorro de Nintendogs hace su aparición como uno de los Ayudantes (un nuevo tipo de objetos que invocan personajes de diversas franquicias para que participen brevemente en la batalla).  Algunos de los escenarios de Melee están incluidos en Brawl.